# Бонавентюр (остров)
Бонавентюр (фр. Île Bonaventure) — остров, расположенный в заливе Святого Лаврентия в 3,5 км от деревни Персе на оконечности полуострова Гаспе в канадской провинции Квебек. Остров был колонизирован францисканцами и назван в честь святого Бонавентуры.
С 2008 года Бонавентюр является местом для крупнейшей колонии бакланов в мире.

## История
Остров Бонавентюр стал одним из первых сезонных рыболовецких портов в Новой Франции и был неразрывно связан с семьёй французского аристократа Николя Дени. В 1919 году остров стал миграционным птичьим заповедником в связи с Конвенцией по перелётным птицам 1916 года, принятой Канадой и Соединёнными Штатами. В 1971 году Бонавентюр был выкуплен правительством Квебека, принявшим вскоре решение о выселении всех людей с острова. В 1985 году остров вошёл в состав Национального парка острова Бонавентюр и утёса Персе. Является одним из крупнейших и наиболее доступных птичьих заповедников в мире.

## Птичий заповедник
Зарегистрировано 293 различных видов птиц, посещающих, совершающих миграцию или живущих на острове Бонавентюр. Самый распространённый представитель на острове — северная олуша. Является местом для крупнейшей колонии бакланов в мире. По состоянию на 2011 год насчитывалось 47 800 пар птиц (в 2008 году насчитывалась 121 000 птиц).
Также здесь расположена крупная колония обыкновенной моевки. Помимо них на острове представлены и многие другие виды птиц, среди них: американская серебристая чайка, большой баклан, гагарка, коричневоголовая синица, крачковые, морская чайка, обыкновенный чистик, пестрогрудый лесной певун, северная качурка, тонкоклювая кайра, тупик, ушастый баклан, чистиковые.